# Merching

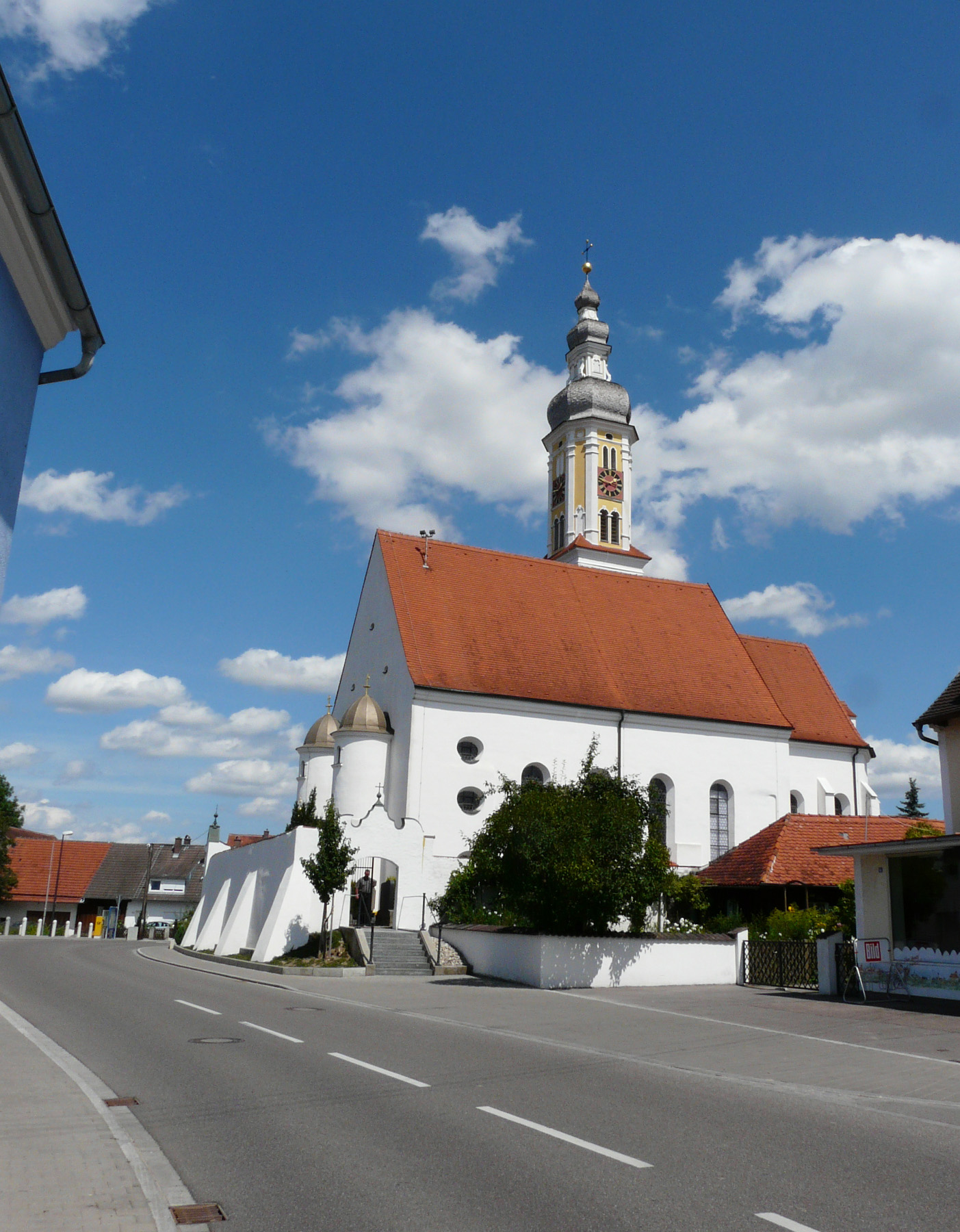
Kirche St. Martin in Merching

Merching (Dialekt: „Marching“ – [mąrxįŋ]) ist eine Gemeinde im schwäbischen Landkreis Aichach-Friedberg.

## Geographie
Die Gemeinde liegt in der Planungsregion Augsburg.
Es gibt die Gemarkungen Brunnen, Hochdorf, Merching und Steinach b.Mering.
Die Gemeinde hat vier Gemeindeteile (in Klammern ist der Siedlungstyp angegeben):
- Brunnen (Weiler)
- Hochdorf (Kirchdorf)
- Merching (Pfarrdorf)
- Steinach (Pfarrdorf)

Die Einöde Putzmühle ist kein amtlich benannter Gemeindeteil.

## Geschichte

### Bis zur Gemeindegründung
Erste Besiedlungsspuren datieren aus der Zeit um 2500 v. Chr. (Jungsteinzeit). Aus der Zeit der römischen Provinz Raetien stammt eine römische Siedlungsstelle, die beim Ortsteil Steinach entdeckt wurde.
Der Name Merching gründet auf einem Bajuwarenführer namens Mandicho, der im 6. Jahrhundert die Siedlung Maentichingen („bei den Leuten des Mandicho“) gründete. Bis vor etwa 300 Jahren war noch der Name Mänching oder Bayermänching gebräuchlich.
Die ersten urkundlichen Aufzeichnungen über Merching stammen aus dem 12. Jahrhundert. Darin werden ein niederes Adelsgeschlecht „zu Mänching“ sowie das herzogliche Amt Officium Mänchingen erwähnt. Zu letzterem zählten 9 Höfe, 6 kleinere Höfe (Huben) und die obere Mühle. Dem Augsburger Domkapitel gehörten die untere Mühle sowie einige weitere Höfe. Von dem damals bestehenden Schloss sind heute keine Spuren mehr erhalten.
Auch die Grafen von Andechs hatten Besitztümer in Merching. Wie deren Regesten belegen, schenkte im Jahr 1157 Graf Heinrich von Andechs-Wolfratshausen einen Teil seiner Besitztümer in Maentichingen dem Kloster St. Ulrich und Afra zu Augsburg. Im Jahre 1391 besitzt das Kloster vier Höfe und eine Mühle in Mänchingen.
Nach der Teilung Bayerns und der Kurpfalz zwischen Heinrich XIII. und Ludwig II. fiel das Patronatsrecht der Kirche St. Martin zu Maentichingen im Jahre 1310 an den oberbayerischen Teil. Über die Entstehungsgeschichte der ursprünglichen Pfarrkirche ist nichts bekannt, sicher ist jedoch, dass sie schon lange vor dem Officium Mänchingen existierte. Von dieser Kirche sind heute noch das Sockelgeschoss des Turmes mit einem gotischen Gewölbe und Reste der Umfassungsmauern des Chores erhalten. Der Patron der Kirche, St. Martin, Hauptheiliger der Franken, deutet auf die fränkische Besiedlung des Ortes hin.
Nach einem Brand am 6. Oktober 1704, dem der größte Teil des Dorfes mitsamt der Pfarrkirche zum Opfer fiel, wurde die Kirche in den Jahren 1707–1737 im barocken Stil wieder errichtet. Von den Entbehrungen der damaligen Zeit zeugt zwischen 1705 und 1714 die alljährliche Bitte der Pfleger des Amtssitzes Mering an den bayerischen Kurfürsten, der Bevölkerung die Getreideabgaben zu erlassen. Diese litt schwer unter der Kriegslast, durchziehenden Soldaten, Plünderung und Brandschatzung.
Bis zum Jahr 1746 setzte das Kloster Ettal für die Kirche in Merching Weltpriester ein. Von 1770 bis zur Säkularisation im Jahr 1802 wurde die Pfarrei von Ordenspriestern aus Ettal geführt.
Merching gehörte zum Rentamt München und zum Landgericht Friedberg des Kurfürstentums Bayern.
Als im Zuge der Napoleonischen Kriege am 25. August 1796 ein französisches Heer den Lech überquerte, wurde Merching ausgeraubt. Später litt die Bevölkerung unter einer Viehseuche.
Im Jahre 1806 wurde die Poststrecke von Augsburg nach München in Betrieb genommen. Sie entsprach dem Verlauf der heutigen B 2 und führte auch über Merching; im dortigen Gasthof zur Post waren 16 Pferde untergestellt. Als 1840 die Eisenbahnstrecke Augsburg-München mit Bahnhof in Mering eröffnet wurde, war Merching nicht mehr Mittelstation.
Im Zuge der Verwaltungsreformen in Bayern entstand mit dem Gemeindeedikt von 1818 die heutige Gemeinde.

### 20. Jahrhundert
Von 1978 bis 1980 war Merching Mitglied der Verwaltungsgemeinschaft Mering.
Merching liegt im Regierungsbezirk Schwaben und gehörte zum Landkreis Friedberg, seit der Kreisgebietsreform, die am 1. Juli 1972 in Kraft trat, zum neu formierten Landkreis Augsburg-Ost, der seit dem 1. Mai 1973 amtlich die Bezeichnung Landkreis Aichach-Friedberg trägt.

### Eingemeindungen
Am 1. Mai 1978 wurden die Gemeinden Hochdorf und Steinach bei Mering eingegliedert.

### Einwohnerentwicklung
| Jahr | Einwohnerzahl |
| ---- | ------------- |
| 1961 | 1646          |
| 1970 | 1772          |
| 1987 | 2233          |
| 1991 | 2291          |
| 1995 | 2740          |
| 2000 | 2884          |
| 2005 | 3091          |
| 2010 | 3112          |
| 2015 | 3132          |
| 2018 | 3218          |
| 2019 | [0]3218       |

Zwischen 1988 und 2019 wuchs die Gemeinde von 2229 auf 3218 um 989 Einwohner bzw. um 44,4 %.

## Politik

### Bürgermeister
Erster Bürgermeister ist seit 1. Mai 2020 Helmut Luichtl (CSU).
Sein Vorgänger war Martin Walch (Freie Wähler), im Amt von Mai 2008 bis April 2020, kandidierte nicht mehr für die neue Amtszeit. Walch hatte nach der Kommunalwahl 2008 Brigitte Meyer (FDP/Parteifreie) abgelöst. Frau Meyer hatte das Amt von 1996 bis 2008 bekleidet, sie war wie ihr Vorgänger hauptamtliche Bürgermeisterin. Für die zweite Amtszeit von Martin Walch änderte der Gemeinderat diesen Hauptamts-Status des Bürgermeisters zurück zum Ehrenamt.

### Gemeinderat
Der Gemeinderat setzt sich aus dem Ersten Bürgermeister und 16 Gemeinderäten zusammen:
| Parteien und Wählergemeinschaften | 2020  | 2020  | 2014  | 2014  |
| Parteien und Wählergemeinschaften | %     | Sitze | %     | Sitze |
| --------------------------------- | ----- | ----- | ----- | ----- |
| Freie Wähler Merching (FWM)       | 46,1  | 8     | 54,7  | 9     |
| Christlich Soziale Union (CSU)    | 31,5  | 5     | 25,5  | 4     |
| Bündnis 90/Die Grünen (Grüne)     | 18,0  | 2     | 10,6  | 2     |
| Parteifreie Bürger Merching (PB)  | 8,4   | 1     | 9,2   | 1     |
| Gesamt                            | 100,0 | 160   | 100,0 | 160   |
| Wahlbeteiligung in %              | 71,2  | 71,2  | 55,5  | 55,5  |

### Wappen
| Wappen von Merching | Blasonierung: „Schild geteilt; oben in Gold ein blauer Adler, unten in Schwarz ein goldenes Kleeblattkreuz.“ |
| Wappen von Merching | Wappenbegründung: Das Gemeindewappen erinnert an zwei bedeutende Grundherren, die im Gemeindegebiet über den größten Besitz verfügten. Der blaue Adler in goldenem Feld ist in verwechselten Farben dem Wappen der Grafen von Andechs entnommen. Im 12. Jahrhundert schenkten die Grafen Güter in Merching an die Klöster Dießen und St. Ulrich in Augsburg. Beide Klöster konnten ihren Besitz im Ort lange Zeit halten. Das goldene Kleeblattkreuz in schwarzem Feld ist das Wappen der Reichsabtei St. Ulrich und Afra in Augsburg und erinnert an ihre Grundherrschaft im Gemeindegebiet. |

## Baudenkmäler
- Katholische Pfarrkirche St. Martin in Merching
- Katholische Kapelle St. Margaretha in Brunnen
- Katholische Pfarrkirche St. Peter und Paul und ehemaliges Pfarrhaus in Hochdorf
- 2 Bauernhöfe und Gasthof in Hochdorf
- Katholische Pfarrkirche St. Gangulf und Pfarrhaus in Steinach
- Ehemalige Mühle in Steinach

## Wirtschaft und Infrastruktur

### Wirtschaft einschließlich Land- und Forstwirtschaft
Es gab 1998 nach der amtlichen Statistik im Bereich der Land- und Forstwirtschaft vier, im produzierenden Gewerbe 184 und im Bereich Handel und Verkehr 27 sozialversicherungspflichtig Beschäftigte am Arbeitsort. In sonstigen Wirtschaftsbereichen waren am Arbeitsort 113 Personen sozialversicherungspflichtig beschäftigt. Sozialversicherungspflichtig Beschäftigte am Wohnort gab es insgesamt 983. Im verarbeitenden Gewerbe gab es einen Betrieb, im Bauhauptgewerbe acht Betriebe. Zudem bestanden im Jahr 1999 43 landwirtschaftliche Betriebe mit einer landwirtschaftlich genutzten Fläche von 1689 ha, davon waren 1508 ha Ackerfläche. Das zuvor knapp 30.000 Quadratmeter große Gewerbegebiet „Am Lerchenberg“ direkt an der B 2 wurde im Jahr 2010 um 40.000 Quadratmeter erweitert.

### Verkehr

#### Schienenverkehr
Am westlichen Ortsrand von Merching verläuft die eingleisige Ammerseebahn von Mering über Geltendorf und Dießen nach Weilheim. Sie wird von der Deutschen Bahn als Kursbuchstrecke 985 geführt. An der Ammerseebahn befindet sich im Südwesten des Ortes der Haltepunkt Merching, der nur aus einem Seitenbahnsteig mit Unterstand am durchgehenden Hauptgleis besteht.
Die Ammerseebahn wurde am 30. Juni 1898 durch die Königlich Bayerischen Staatseisenbahnen eröffnet. An ihr entstand der Haltepunkt Merching, der ursprünglich einen halben Kilometer vom Ort Merching entfernt war. Durch den Bahnbau stieg die Einwohnerzahl von Merching an. Die Fläche zwischen Ort und Haltepunkt wurde bebaut, sodass sich der Haltepunkt heute direkt am Ortsrand befindet. Merching wurde nur durch die einfachen Personenzüge bedient, Eil- und Schnellzüge durchfuhren den Haltepunkt ohne Halt. Bis zum 7. September 1970 wurde die Ammerseebahn zwischen Mering und Geltendorf elektrifiziert. Bis 1984 war der Haltepunkt besetzt, da sich südlich des Bahnsteigs ein wärterbedienter Bahnübergang befand. Im Juli 1984 wurde der Schrankenposten aufgehoben und der Bahnübergang mit automatischen Schranken ausgestattet. Das Schrankenwärterhäuschen wurde abgerissen. Seitdem existierten am Seitenbahnsteig nur noch ein Fahrkartenautomat und ein Betonunterstand, der im Jahr 2000 durch einen gläsernen Unterstand ersetzt wurde.
Der Haltepunkt wird im Stundentakt durch die Züge der Bayerischen Regiobahn (BRB) von Augsburg-Oberhausen nach Schongau bedient. In der Hauptverkehrszeit fahren einzelne Verstärkerzüge zwischen Augsburg und Geltendorf. Heute bedienen alle Züge, die auf der Strecke verkehren, den Haltepunkt. Seit 1991 fahren keine Fernverkehrszüge mehr auf der Ammerseebahn. Am Bahnhof Mering kann zu den Zügen der Bahnstrecke München–Augsburg in Richtung München umgestiegen werden.

#### Nahverkehr
Merching ist an den Augsburger Verkehrsverbund angeschlossen. Neben der Anbindung an den Schienenverkehr wird der Ort durch eine Buslinie des AVV bedient. Die Buslinie 106 verkehrt vom Bahnhof Mering über Merching, Steinach, Hofhegnenberg und Hausen nach Steindorf. In Merching existieren die Haltestellen Mandichostraße 14, Kirchstraße und Steinacher Straße 4, im Merchinger Ortsteil Steinach gibt es die Haltestelle Steinach.

### Gesundheitsversorgung
Die ärztliche Grundversorgung wird durch einen Allgemeinarzt gesichert, der auch als Notarzt tätig ist. Die Allgemeinarztpraxis führt bei älteren oder immobilen Patienten auch Hausbesuche bis in die Nachbarorte Mering, Schmiechen, Steindorf, Steinach und Unterbergen durch. Die neben der Allgemeinarztpraxis gelegene Apotheke wurde vor einigen Jahren geschlossen. Mehrere Apotheken im Nachbarort Mering bieten jedoch Botendienste an, sodass die meisten Medikamente noch tagesgleich ausgeliefert werden können. Daneben gibt es einen Zahnarzt, eine physiotherapeutische Praxis, eine Fußpflegerin, Psychotherapeuten und einige alternativmedizinische Angebote vor Ort.

## Bildung und Freizeit
In Merching gibt es eine Volksschule (Grund- und Mittelschule), weiterführende Schulen sind mit Bus und Bahn gut zu erreichen. In den Turnhallen werden viele Freizeitaktivitäten wie z. B. Kinderturnen, Gymnastik, Tischtennis, Badminton etc. angeboten. Auf dem Fußballplatz trainieren Jugend- und Erwachsenenmannschaften. Das Naherholungsgebiet Mandichosee bietet vielfältige Freizeitmöglichkeiten.

## Söhne und Töchter
- Daniel Arnold (* 1978), mehrfacher Welt-, Europameister und Paralympicssieger im Behinderten-Tischtennis